# Art als Jocs Olímpics d'Estiu de 1912
Als Jocs Olímpics de 1912 celebrats a la ciutat d'Estocolm es realitzaren cinc competicions d'art, la primera vegada que un concurs d'art formà part del programa olímpic. Es van concedir medalles en cinc categories (arquitectura, literatura, música, pintura i escultura) per a obres inspirades en l'esport olímpic.
Les competicions d'art formaren part del programa olímpic entre 1912 i 1948, moment en el qual es van suspendre per problemes sobre la seva professionalitat. A partir de 1952, a l'entorn dels Jocs Olímpics, s'associà un entorn no competitiu de festival cultural i artístic.

## Resum de medalles
| Prova        | Or | Argent                                             | Bronze        |
| Arquitectura | Eugène-Edouard Monod · i Alphonse Laverrière · per la creació d'un pla arquitectònic · d'un estadi modern | no es concedí                                      | no es concedí |
| Literatura   | Pierre de Coubertin · "Oda a l'Esport"                                                                    | no es concedí                                      | no es concedí |
| Música       | Riccardo Barthelemy "Marxa Triomfal Olímpica"                                                             | no es concedí                                      | no es concedí |
| Pintura      | Giovanni Pellegrini Tres frisos representant els "Esports d'Hivern"                                       | no es concedí                                      | no es concedí |
| Escultura    | Walter Winans · per l'escultura de bronze "An American trotter"                                           | Georges Dubois · Model per a l'entrada de l'Estadi | no es concedí |

1. ↑  La participació de Coubertin es feu sota els pseudònims de "Georges Hohrod" i "Martin Eschbach" en representació de l'Imperi Alemany

## Medaller
En el seu moment es concediren medalles als artistes que participaren en la competició i resultaren vencedors, sent però no reconegudes pel Comitè Olímpic Internacional.
| Posició | País         | Or | Argent | Bronze | Total |
| 1       | Itàlia       | 2  | 0      | 0      | 2     |
| 2       | França       | 1  | 1      | 0      | 2     |
| 3       | Estats Units | 1  | 0      | 0      | 1     |
| 3       | Suïssa       | 1  | 0      | 0      | 1     |